# Schoettle Point
Der Schoettle-Punkt ist im Zusammenhang mit der operativen Therapie einer Patellaluxation ein geometrisch bestimmter anatomischer Punkt am Kniegelenk im Bereich der Femurkondyle.
Er befindet sich im korrekt seitlichen Röntgenbild etwas vor der gedachten Verlängerung der Oberschenkelhinterkante auf Höhe des medialen (inneren) Drehpunktes des Oberschenkelknochens.
Die klassische Verrenkung der Kniescheibe (Patellaluxation) nach lateral (außen) (eine Luxation nach medial existiert nicht) führt immer auch zu einem Riss des inneren Kniescheibenhaltebandes (mediales Retinaculum oder auch medial patellofemoral ligament, MPFL). Es handelt sich hierbei um einen Bestandteil des medialen Kapselbandapparates des Knie. Infolge des Ausfalls dieses zentralen Stabilisators besteht die Gefahr einer wiederkehrenden Luxation der Kniescheibe, die sich operativ durch die sogenannte MPFL-Rekonstruktion wiederherstellen lässt. Die MPFL-Rekonstruktion gilt einerseits als erfolgreichste Therapieform für die Behandlung der Instabilität der Kniescheibe. Es handelt sich andererseits auch um die wichtigste Operation bei Behandlung der Patellaluxation. Alle anderen Verfahren (Elmslie-Operation, Trochleaplastik, Femur-Derotation, Korrektur eines Genu valgum) werden immer je nach Indikation ergänzend durchgeführt. Mit der steigenden Anzahl nach unterschiedlichen Techniken durchgeführter Stabilisierungen des Patella-Bandapparates traten Probleme auf. Diese wurden von einem Pionier der MPFL-Rekonstruktion und der Behandlung der Patellaluxation – dem deutschen Orthopäden Philip Schöttle – experimentell und klinisch untersucht. Er konnte die Korrelation zwischen der korrekten Fixierung am Oberschenkelknochen, der sicheren Führung der Kniescheibe bei den ersten 30° der Beugung und damit dem Erfolg der Operation nachweisen und publizierte die Lage des Punktes anatomisch und im OP-Röntgen 2007 im American Journal of Sports Medicine.
Mit Hilfe dieses Punktes ist es heute möglich, die MPFL-Rekonstruktion so durchzuführen, dass es – unabhängig von der Operations-Technik und dem verwendeten Sehnenmaterial – zu einer stabilen Kniescheibe mit freier Kniegelenkbeweglichkeit kommt.